# ひとりよがり (足立佳奈の曲)
「ひとりよがり」は、日本のシンガーソングライター・足立佳奈の楽曲。通算6枚目のシングルの表題曲。2019年8月21日にSME Recordsよりリリースされた。

## 概要
表題曲「ひとりよがり」は、AbemaTV『今日、好きになりました。夏休み編』のテーマソングに採用された。夏にぴったりの切ないラブソングとなっており、男性目線で書いた歌詞だという。7月22日から先行配信され、LINE MUSICリアルタイムランキングでは、1位を獲得した。7月21日より「ひとりよがり」の本人手書き歌詞によるリリックビデオが公開された。
カップリング曲である「恋する気持ち」は、恋する肌キュンmovie byロート製薬「肌ラボ」キャンペーンソングに採用された。
初回生産限定盤のBlu-ray Discには4月にリリースした「little flower」「WE CAN!」のミュージック・ビデオと、撮影の模様に密着したメイキング映像も収録されている。

## 収録内容
| #         | タイトル                                                                       | 作詞               | 作曲               | 編曲      | 時間  |
| --------- | ------------------------------------------------------------------------------ | ------------------ | ------------------ | --------- | ----- |
| 1.        | 「ひとりよがり」(AbemaTV「今日、好きになりました。夏休み編」テーマソング)      | 足立佳奈・Carlos.K | 足立佳奈・Carlos.K | Carlos.K  | 04:05 |
| 2.        | 「恋する気持ち」(恋する肌キュンmovie byロート製薬「肌ラボ」キャンペーンソング) | 足立佳奈           | 古本隆             | Carlos.K  | 04:02 |
| 3.        | 「ふたり」                                                                     | 足立佳奈           | 津波幸平           | 津波幸平  | 05:38 |
| 合計時間: | 合計時間:                                                                      | 合計時間:          | 合計時間:          | 合計時間: | 13:45 |

| #  | タイトル                                      | 作詞 | 作曲・編曲 |
| -- | --------------------------------------------- | ---- | ---------- |
| 1. | 「little flower（ビデオクリップ）」           |      |            |
| 2. | 「WE CAN!（ビデオクリップ）」                 |      |            |
| 3. | 「little flower（ビデオクリップメイキング）」 |      |            |
| 4. | 「WE CAN!（ビデオクリップメイキング）」       |      |            |